# Kronometer
Kronométer (grško chronos - čas) je ura, ki je dovolj natančna, da jo lahko uporabimo kot časovni standard. Izraz večinoma uporabljamo v navigaciji pri določanju zemljepisne širine glede na nebesna telesa. V Švici je lahko napis »kronometer« edino na zapestnih urah, ki imajo certifikat COSC.